# Ramseur

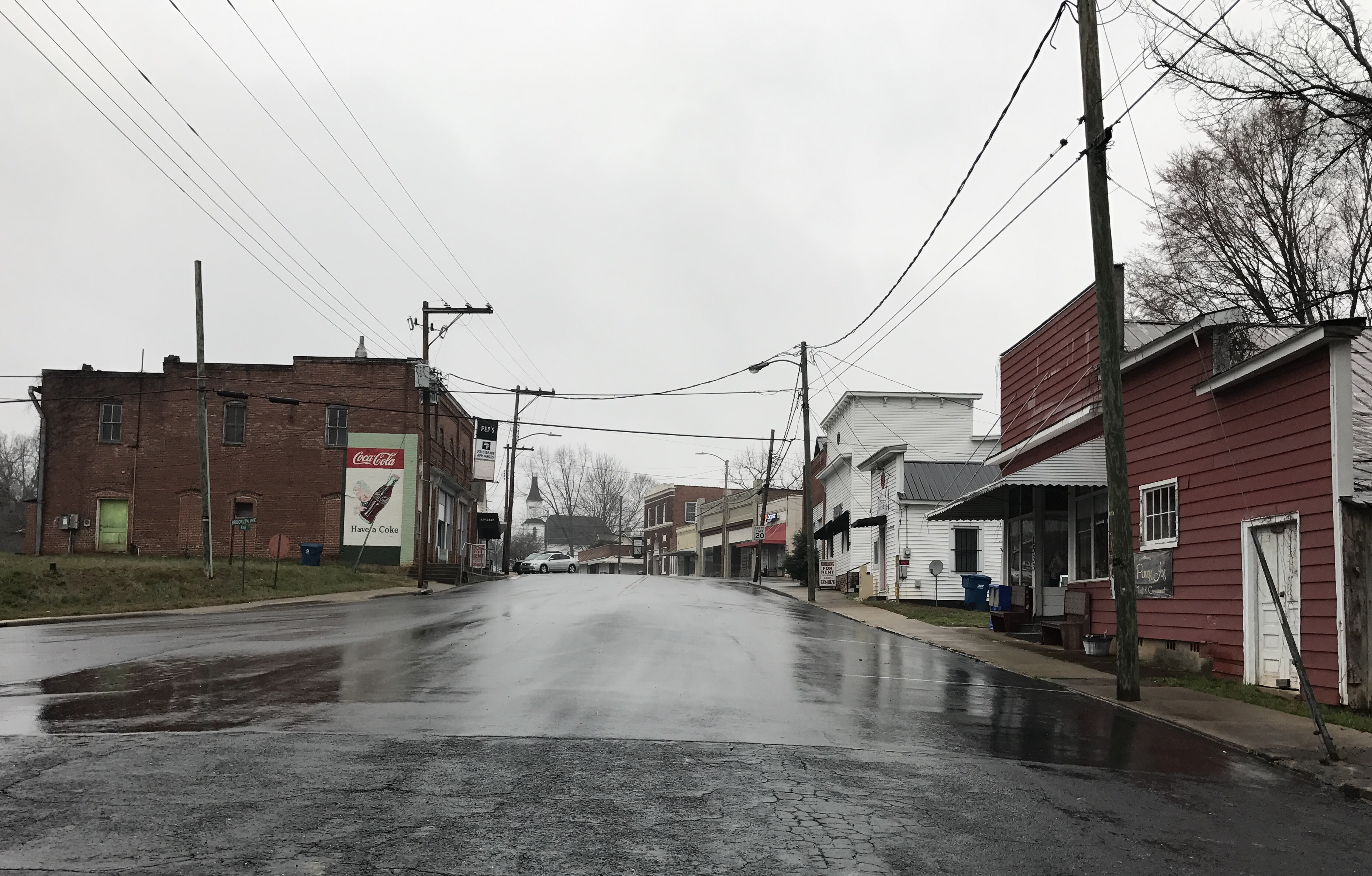
Rue Main à Ramseur

Ramseur est une ville américaine située dans le Comté de Randolph, en Caroline du Nord. En 2010, sa population était de 1 692 habitants.

## Démographie
| 1900 | 1910  | 1920  | 1930  | 1940  | 1950  |
| ---- | ----- | ----- | ----- | ----- | ----- |
| 769  | 1 022 | 1 014 | 1 220 | 1 220 | 1 134 |

| 1960  | 1970  | 1980  | 1990  | 2000  | 2010  |
| ----- | ----- | ----- | ----- | ----- | ----- |
| 1 258 | 1 328 | 1 162 | 1 186 | 1 588 | 1 692 |